# Duy Khánh (diễn viên)
Nguyễn Hữu Duy Khánh (sinh ngày 4 tháng 1 năm 1995), thường được biết đến với nghệ danh Duy Khánh hay Duy Khánh ZhouZhou, là một nam diễn viên, nghệ sĩ hài kiêm người dẫn chương trình truyền hình người Việt Nam. Anh gây ấn tượng với khán giả qua loạt vai diễn ấn tượng từ phim truyền hình, phim điện ảnh cho đến phim chiếu mạng, để lại dấu ấn trong lòng công chúng với tính cách dí dỏm và hài hước khi tham gia các chương trình truyền hình thực tế.

## Sự nghiệp
Duy Khánh xuất hiện lần đầu tiên với vai trò là một diễn viên trong các tiểu phẩm hài - bi thuộc các kênh truyền hình dành cho lứa tuổi teen. Bên cạnh đó, anh còn là người mẫu ảnh của báo Mực Tím, Thế Giới Học Đường,... 
Sự nghiệp diễn xuất của Duy Khánh có bước ngoặt lớn qua vai diễn cô giáo Khánh trong series SchoolTV (2014), giúp anh thu hút một số lượng người hâm mộ. Năm 2018, Duy Khánh hợp tác với đạo diễn Neko Lê khởi quay dự án phim chiếu mạng Bà 5 Bống (2019), bộ phim mang về cho anh chiến thắng tại hạng mục Nam diễn viên phim chiếu mạng xuất sắc nhất tại giải thưởng Ngôi Sao Xanh năm 2019. Sau những phản hồi tích cực đến từ phía người xem, Bà 5 Bống – Phần 2 (2019) ra mắt trong sự ủng hộ và đón nhận của dư luận. Nối tiếp chiến thắng trước đó, hạng mục Nam diễn viên phim chiếu mạng xuất sắc nhất và hạng mục Phim chiếu mạng được yêu thích nhất do khán giả bình chọn của giải thưởng Ngôi Sao Xanh năm 2020 đã gọi tên Duy Khánh và phim chiếu mạng Xóm Sân Si (2020) do anh thủ vai chính. Một số bộ phim khác có sự góp mặt của anh có thể kể đến Xóm Sân Si 2 (2021), Tiệm Tóc Bất Ổn (2022)...
Duy Khánh còn xuất hiện với vai trò người dẫn chương trình trong Giải Đố Đường Phố, Khi 2 Là 1,... Năm 2020, anh trở thành người dẫn chương trình Gương Mặt Thân Quen mùa thứ 8 sau khi đoạt giải quán quân vào mùa thứ 6 năm 2018 với màn trình diễn hóa thân thành nghệ sĩ Thành Lộc với vai Cám trong vở kịch Tấm Cám. Anh nhận được sự yêu mến của khán giả khi tham gia chương trình Đệ Nhất Mưu Sinh vào năm 2023.
Sự nghiệp người mẫu của Duy Khánh ghi nhận những dấu ấn nổi bật với sự hợp tác cùng COACH trong bữa tiệc Giáng sinh mang chủ đề Feel The Wonder vào cuối năm 2022. Năm 2023, anh xác nhận tham dự Tuần lễ Thời trang New York 2023, trở thành đại diện duy nhất của Việt Nam tham gia show diễn của thương hiệu COACH ngồi front-row.
Bên cạnh đó, Duy Khánh còn theo đuổi niềm đam mê ca hát và cho ra mắt một số sản phẩm âm nhạc như: Lưng Chừng Nước Mắt (2014), Nếu Như Anh Còn Có Thể (2015), Con Về Rồi (2024)...
Đầu năm 2023, Duy Khánh đã tổ chức fan meeting mừng sinh nhật và đánh dấu chặng đường 10 năm làm nghệ thuật cũng như để tri ân những người đã luôn sát cánh bên cạnh anh. Sự kiện có sự góp mặt của đông đảo người hâm mộ và các đồng nghiệp thân thiết.
Năm 2024, Duy Khánh tham gia chương trình thực tế Anh Trai Vượt Ngàn Chông Gai với tư cách là một trong 33 anh tài. Anh đã để lại dấu ấn sâu sắc nhờ khả năng biến hoá qua các công diễn và tiến vào vòng chung kết cuộc thi. Cũng trong khoảng thời gian này, Duy Khánh tham gia đóng phim Tay Anh Giữ Một Vì Sao, dự án điện ảnh Hàn – Việt của đạo diễn Kim Sung Hoon.
Sau hành trình ấn tượng tại Anh Trai Vượt Ngàn Chông Gai, vào ngày 9 tháng 11 năm 2024, Duy Khánh tổ chức fan meeting tại TP.HCM và chương trình đã "cháy" vé chỉ vài phút sau khi mở bán. Ngày 4 tháng 1 năm 2025, anh tổ chức buổi fan meeting đầu tiên ở Hà Nội. Trong phiên đấu giá ba vật phẩm cá nhân tại fan meeting Hà Nội, chương trình đã thu được 410 triệu đồng. Toàn bộ số tiền này được quyên góp cho dự án Thư Viện Nâng Cánh Ước Mơ do báo Thiếu niên Tiền phong và Nhi đồng khởi xướng, nhằm hỗ trợ xây dựng thư viện cho trẻ em có hoàn cảnh khó khăn.
Tháng 5 năm 2025, VinFast chính thức công bố Duy Khánh trở thành Bạn thân thương hiệu (Friend of House of VinFast) sau nhiều lần hợp tác quảng bá cùng nhãn hàng. Cũng trong năm 2025, Duy Khánh trở thành một trong năm thành viên chính của Gia Đình Haha – chương trình truyền hình thực tế quảng bá văn hóa đặc sắc các vùng đất tại Việt Nam.

## Sự nghiệp diễn xuất

### Phim truyền hình
| Năm  | Tên phim                    | Vai diễn           | Đạo diễn         | Kênh            |
| ---- | --------------------------- | ------------------ | ---------------- | --------------- |
| 2010 | Vị Yêu                      | Nhân viên nhà hàng | Xuân Phước       | HTV7            |
| 2014 | Chuyện Tình Bà Nội Trợ      | Hoàng              | Trương Dũng      | HTVC Thuần Việt |
| 2015 | Hai Khối Tình / Tình Phụ    | Phước              | Hồ Ngọc Xum      | HTV7            |
| 2015 | Gia Đình Ngũ Quả (Phần 2)   | Cát                | Trần Toàn        | THVL1           |
| 2021 | Mẹ Ác Ma, Cha Thiên Sứ      | Sơn                | Vũ Ngọc Đãng     | VTV3            |
| 2024 | 7 Năm Chưa Cưới Sẽ Chia Tay | Huỳnh Đức          | Nguyễn Hoàng Anh | HTV2            |

### Phim điện ảnh
| Năm  | Tên phim               | Vai diễn               | Đạo diễn           |
| ---- | ---------------------- | ---------------------- | ------------------ |
| 2013 | Đại Náo Học Đường      | Minh                   | Lê Bảo Trung       |
| 2015 | Em Là Bà Nội Của Anh   | Người dẫn chương trình | Phan Gia Nhật Linh |
| 2016 | Chạy Đi Rồi Tính       | Phi Trường             | Nam Cito, Bảo Nhân |
| 2016 | Sài Gòn, Anh Yêu Em    | Người mua kem trộn     | Lý Minh Thắng      |
| 2019 | Ước Hẹn Mùa Thu        | Phong                  | Nguyễn Quang Dũng  |
| 2021 | Võ Sinh Đại Chiến      | Nhật Anh               | Bá Cường           |
| 2022 | Qua Bển Làm Chi        | Leo                    | Nguyễn Trung Cang  |
| 2025 | Tay Anh Giữ Một Vì Sao | (chưa công bố)         | Kim Sung Hoon      |

### Phim chiếu mạng
| Năm  | Tên phim                    | Vai diễn                | Đạo diễn                 | Ghi chú                          |
| ---- | --------------------------- | ----------------------- | ------------------------ | -------------------------------- |
| 2014 | Hai Chiếc Cốc               |                         | Thanh Duy Nguyễn         | Phim ngắn của ElevenTV           |
| 2014 | 14 Ngày Đấu Trí             | Bảo Bảo                 | Văn Công Viễn            |                                  |
| 2014 | SchoolTV                    | Cô giáo Khánh           | YanTV                    |                                  |
| 2015 | Chuyện 2 Nàng Ế Và Internet | Mộc Nhi                 | Đặng Tuấn Chinh          |                                  |
| 2015 | Mắt Nai                     | Quang                   | Trần Toàn                |                                  |
| 2017 | My Sky – Bầu Trời Của Khánh | Khánh                   | Huân Lê                  | Duy Khánh là giám đốc sản xuất   |
| 2017 | Chuyện 2 Nàng Ế (Season 2)  | Mộc Nhi                 | Đặng Tuấn Chinh          |                                  |
| 2018 | Bà 5 Bống                   | Bà Năm Bống             | Neko Lê                  |                                  |
| 2018 | Cương Thi Biến              | Vĩnh Khang              | Neko Lê                  |                                  |
| 2018 | Thứ Hai Không Hại Được Ai   | Michael                 | Đinh Hà Uyên Thư         |                                  |
| 2019 | Bà 5 Bống (Phần 2)          | Bà Trà My / Bà Năm Bống | Neko Lê                  |                                  |
| 2019 | Nhà Trọ Có Quá Trời Phòng   | Nabara Baby             | Đỗ Thái, Nam Thư         |                                  |
| 2019 | Móng Tay Nhọn               | Anh Tuấn                | Neko Lê                  |                                  |
| 2020 | Xóm Sân Si                  | Kimo Chi                | Neko Lê                  |                                  |
| 2020 | Kẻ Săn Tin                  | Cúc                     | Dương Hoàng Vinh         |                                  |
| 2020 | Tiệm Nail Fê-Li-Na          | Na                      | Khương Ngọc              |                                  |
| 2021 | Xóm Sân Si (Phần 2)         | Kimo Chi                | Neko Lê                  |                                  |
| 2022 | Cậu Út Cậu Con Cúc          | Bảo                     | Huỳnh Lập                |                                  |
| 2022 | Tiệm Tóc Bất Ổn             | Thắm Vjp                | Neko Lê                  | Duy Khánh tham gia viết kịch bản |
| 2022 | Kẻ Độc Hành                 |                         | Lý Minh Thắng, Huỳnh Lập |                                  |
| 2023 | Cậu Út Cậu Con Cúc (Phần 2) | Bảo                     | Huỳnh Lập                |                                  |
| 2024 | Cậu Út Cậu Con Cúc (Phần 3) | Bảo                     | Huỳnh Lập                |                                  |
| 2025 | Cậu Út Cậu Con Cúc (Phần 4) | Bảo                     | Huỳnh Lập                |                                  |
| 2025 | Về Quê Có Gì Vui            | Thu                     | Phan An                  |                                  |

### Kịch
- Mỹ Nhân Kế (2015)
- Thần Tài (2016)

## Sản phẩm âm nhạc
| Năm  | Tên bài hát                               | Sáng tác                                                       | Nghệ sĩ hợp tác                                              | Ghi chú                                    |
| ---- | ----------------------------------------- | -------------------------------------------------------------- | ------------------------------------------------------------ | ------------------------------------------ |
| 2014 | Ngày Đông Bên Em                          |                                                                |                                                              |                                            |
| 2014 | Người Yêu Ơi                              |                                                                |                                                              |                                            |
| 2014 | Lưng Chừng Nước Mắt                       | Huy Inox                                                       | Hamlet Trương                                                |                                            |
| 2015 | Dòng Nhật Ký                              | Nhạc Hoa lời Việt                                              |                                                              |                                            |
| 2015 | Nếu Như Anh Còn Có Thể                    | Nam Trương                                                     |                                                              |                                            |
| 2015 | Có Lẽ Anh Nhớ Em                          | Thiện Ngôn, Phùng Huy                                          |                                                              |                                            |
| 2015 | Yêu Đi (My Valentine)                     | Nguyễn Duy Quốc                                                | Zunny Trần                                                   |                                            |
| 2019 | Cùng Nhau Đón Tết                         | Nguyễn Đình Vũ                                                 | Quang Trung, Jang Mi, Cris Phan                              | Nhạc phim Bà 5 Bống                        |
| 2019 | Làm Cái Gì Vậy                            | Nguyễn Đình Vũ                                                 | Neko Lê                                                      | Nhạc phim Bà 5 Bống                        |
| 2020 | Tết Miền Tây                              | Cao Minh Thu                                                   | Khả Như, Puka, Huỳnh Lập                                     | Album Tết 2020 (Gala Nhạc Việt 14)         |
| 2020 | Yes I Do                                  | Châu Đăng Khoa                                                 | ZhouFam (FC Duy Khánh)                                       | Cover                                      |
| 2020 | Tình Nhạt Phai                            | 小美 (Tiểu Mỹ), 胡伟立 (Hồ Vỹ Lập) Lời Việt: Nhật Ngân         | Neko Lê                                                      | Remake, prod. by MastaL                    |
| 2021 | Đừng Gây Thương Nhớ                       | Bùi Công Nam                                                   | Gin Tuấn Kiệt, Puka                                          | Album Gala Nhạc Việt 15 - Năm Mới Bình An  |
| 2021 | Xuân Sân Si                               | Nguyễn Đình Vũ                                                 | Khả Như, Nguyễn Đình Vũ                                      | Nhạc phim Xóm Sân Si                       |
| 2021 | Thời Không Sai Lệch《错位时空》           | 周仁 (Châu Nhân), 张博文 (Trương Bác Văn) Lời Việt: Quốc Thống |                                                              |                                            |
| 2022 | Hạnh Phúc Mới                             | Đằng Phương, Thái Thịnh                                        | Neko Lê                                                      |                                            |
| 2022 | Chưa Quên Người Yêu Cũ                    | Hứa Kim Tuyền                                                  |                                                              |                                            |
| 2024 | Kiêu Ngạo《嚣张》                         | 艺皓 (Lý Nghệ Hạo) Lời Việt: Quốc Thống                        |                                                              | EP 开端 \| The Beginning                   |
| 2024 | Anh Sẽ Đợi《我会等》                      | 路夕月 (Lộ Tịch Nguyệt), 成礼 (Thành Lễ) Lời Việt: Quốc Thống  |                                                              | EP 开端 \| The Beginning                   |
| 2024 | Nguyện Ai Đó《愿某人》                    | 任永恒 (Nhâm Vĩnh Hằng) Lời Việt: Quốc Thống                   |                                                              | EP 开端 \| The Beginning                   |
| 2024 | 当你孤单你会想起谁 (Khi Cô Đơn Em Nhớ Ai) | 莎莎 (Sa Sa), 施盈伟 (Thi Doanh Vỹ)                            | Lyly                                                         |                                            |
| 2024 | 嘉宾 (Khách Mời)                          | 王泽言 (Vương Trạch Ngôn), 张远 (Trương Viễn)                  | Tăng Phúc                                                    |                                            |
| 2025 | Con Về Rồi                                | Quốc Thống                                                     |                                                              |                                            |
| 2025 | Đâu Là Tết                                | Lee Trọng                                                      | Thanh Duy, Thiên Minh, Bùi Công Nam                          | Album Gala Nhạc Việt Tết 2025              |
| 2025 | Mẹ Yêu                                    | Phương Uyên                                                    | Tuấn Hưng, Jun Phạm, BB Trần                                 | Cover                                      |
| 2025 | Ánh Mắt Một Người                         | Rhymastic                                                      | Đinh Tiến Đạt, Tiến Luật, Hà Lê, Quốc Thiên, Binz, Rhymastic | Ra mắt tại live show Nhà Trẻ ngày 1/6/2025 |
| 2025 | Những Ngày Trời Bao La                    | Bùi Công Nam, Rhymastic                                        | Bùi Công Nam, Rhymastic, Jun Phạm, Ngọc Thanh Tâm            | Nhạc chủ đề Gia Đình Haha                  |

## Video ca nhạc
| Năm  | Tên MV                                    | Nghệ sĩ                                                              | Vai trò           |
| ---- | ----------------------------------------- | -------------------------------------------------------------------- | ----------------- |
| 2014 | Hy Vọng                                   | Tăng Nhật Tuệ                                                        | Diễn xuất         |
| 2014 | Nỗi Đau Chưa Phai                         | Liêu Anh Tuấn                                                        | Diễn xuất         |
| 2014 | Vệ Tinh                                   | Vĩnh Thuyên Kim                                                      | Diễn xuất         |
| 2015 | Nắng Mùa Hạ                               | Miu Lê                                                               | Diễn xuất         |
| 2015 | Tân Người Trong Giang Hồ                  | Lâm Chấn Khang                                                       | Diễn xuất         |
| 2015 | Nếu Như Anh Còn Có Thể                    | Duy Khánh ZhouZhou                                                   | Diễn xuất, ca hát |
| 2016 | Trái Tim Nhân Mã                          | Thanh Duy                                                            | Diễn xuất         |
| 2016 | Quà Cho Anh                               | Miu Lê                                                               | Diễn xuất         |
| 2016 | Lưng Chừng Nước Mắt                       | Duy Khánh ZhouZhou, Hamlet Trương                                    | Diễn xuất, ca hát |
| 2016 | Đường Về Quê                              | Jun Phạm                                                             | Diễn xuất         |
| 2018 | Nóng Xệ Mood                              | Soobin Hoàng Sơn, BigDaddy, Hạnh Sino                                | Diễn xuất         |
| 2019 | Vẻ Đẹp 4.0                                | Hồ Ngọc Hà                                                           | Diễn xuất         |
| 2019 | Anh Ta Là Sao                             | Erik                                                                 | Diễn xuất         |
| 2019 | Mong Ước Kỷ Niệm Xưa                      | Ngọc Linh, Kay Trần                                                  | Diễn xuất         |
| 2020 | Tuổi Gì Mà Chẳng Thích Lì Xì              | Bích Phương                                                          | Diễn xuất         |
| 2020 | Love In Silence                           | Thu Minh                                                             | Diễn xuất         |
| 2020 | Điều Ước Của Mùa Xuân                     | Hồ Ngọc Hà                                                           | Diễn xuất         |
| 2020 | 72 Phép Thần Thông                        | Ngô Kiến Huy                                                         | Diễn xuất         |
| 2020 | Cánh Hoa Tổn Thương                       | Hoàng Yến Chibi                                                      | Diễn xuất         |
| 2020 | Cung Đàn Vỡ Toang (Parody)                | Chi Pu                                                               | Diễn xuất         |
| 2020 | Đúng Cũng Thành Sai (Parody)              | Mỹ Tâm                                                               | Diễn xuất         |
| 2020 | Tình Nhạt Phai                            | Neko Lê, Duy Khánh ZhouZhou                                          | Diễn xuất, ca hát |
| 2021 | Xuân Sân Si                               | Duy Khánh ZhouZhou, Khả Như, Nguyễn Đình Vũ                          | Diễn xuất, ca hát |
| 2021 | Lạc Quan Vượt Dịch                        | Phương Ly                                                            | Diễn xuất         |
| 2021 | Vòng Đẹp Nha                              | Huỳnh Lập, Bùi Công Nam                                              | Diễn xuất         |
| 2022 | Chưa Quên Người Yêu Cũ                    | Duy Khánh ZhouZhou                                                   | Diễn xuất, ca hát |
| 2022 | Hạnh Phúc Mới                             | Duy Khánh ZhouZhou, Neko Lê                                          | Diễn xuất, ca hát |
| 2022 | Cô Đơn Trên Sofa (Parody)                 | Hồ Ngọc Hà                                                           | Diễn xuất         |
| 2023 | Đệ Nhất Mưu Sinh                          | Bùi Công Nam, Huy Khánh, Duy Khánh ZhouZhou                          | Diễn xuất         |
| 2024 | Kiêu Ngạo《嚣张》                         | Duy Khánh ZhouZhou                                                   | Diễn xuất, ca hát |
| 2024 | Anh Sẽ Đợi《我会等》                      | Duy Khánh ZhouZhou                                                   | Diễn xuất, ca hát |
| 2024 | 当你孤单你会想起谁 (Khi Cô Đơn Em Nhớ Ai) | Duy Khánh ZhouZhou, Lyly                                             | Diễn xuất, ca hát |
| 2024 | Hoả Ca (Call Me By Fire)                  | Duy Khánh ZhouZhou & 32 nam nghệ sĩ của Anh Trai Vượt Ngàn Chông Gai | Diễn xuất, ca hát |
| 2024 | 嘉宾 (Khách Mời)                          | Duy Khánh ZhouZhou, Tăng Phúc                                        | Diễn xuất, ca hát |
| 2024 | Cứ Để Anh                                 | Neko Lê                                                              | Diễn xuất         |
| 2025 | Con Về Rồi                                | Duy Khánh ZhouZhou                                                   | Ca hát            |
| 2025 | Những Ngày Trời Bao La                    | Bùi Công Nam, Rhymastic, Jun Phạm, Ngọc Thanh Tâm, Duy Khánh         | Ca hát            |
| 2025 | WERK                                      | Thanh Duy                                                            | Diễn xuất         |

## Chương trình tham gia

### Chương trình truyền hình
| Năm  | Chương trình                                             | Vai trò                        | Kênh              | Ghi chú |
| ---- | -------------------------------------------------------- | ------------------------------ | ----------------- | --- |
| 2014 | Tôi Yêu Việt Nam – Năm Thứ 11: Sức Mạnh Của Những Ước Mơ | Người biểu diễn (vai Anh Dũng) | VTV1              | |
| 2014 | Cười Là Thua – Mùa 1                                     | Người chơi                     | HTV7              | |
| 2014 | AHA – Tập 7                                              | Người chơi                     | HTV7              | |
| 2014 | Người Đi Xuyên Tường                                     | Người chơi                     | VTV3              | |
| 2014 | Đố Ai Hát Được                                           | Người chơi                     | VTV3              | |
| 2015 | Cùng Nhau Toả Sáng                                       | Thí sinh                       | THVL1             | Thành viên đội Tươi Xanh (cùng Khổng Tú Quỳnh, Đại Nhân) Danh sách tiết mục dự thi: - Hành Tinh Đẹp Nhất - Điều Ước Nhỏ - Bạch Tuyết Nổi Loạn, Bác Thợ Săn Và Cô Gái Bán Chè Khúc Bạch - Tình Yêu Màu Nắng - Hậu Cung Xử Án - Giai Điệu Hạnh Phúc - Trở Về |
| 2015 | Ẩn Số Trái Tim                                           | Người chơi                     | ĐN1               | |
| 2015 | Hello – Số 78                                            | Khách mời                      | Yeah1TV           | |
| 2015 | Radio 88.8 – Tập 36                                      | Khách mời                      | YanTV             | |
| 2015 | Awesome - Vui Thoả Thích (16 Tập)                        | Người dẫn chương trình         | YanTV             | |
| 2015 | Lữ Khách 24h – Tập 273, 274                              | Người chơi                     | HTV7              | |
| 2015 | Người Kế Tiếp                                            | Người chơi                     | HTV7              | |
| 2016 | Lớp Học Vui Nhộn                                         |                                | Yeah1TV           | |
| 2016 | Thực Đơn 1102 – Số từ 5/2016-10/2016                     | Người dẫn chương trình         | Yeah1TV           | Dẫn cùng Hoà Minzy |
| 2016 | Alo Alo – Số 8                                           | Khách mời                      | Yeah1TV           | |
| 2016 | Vừng Ơi Mở Cửa – Tập 6                                   | Người chơi                     | HTV7              | |
| 2016 | Ngạc Nhiên Chưa – Tập 15, 24                             | Người chơi                     | HTV7              | |
| 2016 | Bức Tường Bí Ẩn – Tập 18                                 | Người chơi                     | THVL1             | |
| 2016 | Chỉ Có Thể Là Yan+ – Tập 51                              | Khách mời                      | YanTV             | |
| 2016 | Radio 88.8 – Tập 39                                      | Khách mời                      | YanTV             | |
| 2016 | Awesome - Vui Thoả Thích (26 Tập)                        | Người dẫn chương trình         | YanTV             | |
| 2016 | Bữa Trưa Vui Vẻ                                          | Khách mời                      | VTV6              | |
| 2016 | Giới Thiệu Nghệ Sĩ                                       | Khách mời                      | LATV              | |
| 2016 | Siêu Bất Ngờ – Mùa 1 Tập 4                               | Khách mời                      | HTV7              | |
| 2016 | Giải Mã Cơ Thể – Tập 2                                   | Khách mời                      | HTV7              | |
| 2016 | 1000 Độ Hot – Tập 3, 5, 13                               | Người dẫn chương trình         | HTV7              | Dẫn cùng Gil Lê, Khả Như |
| 2016 | Tuyệt Chiêu Siêu Diễn – Tập 1-3                          | Người dẫn chương trình         | HTV7              | |
| 2016 | Lữ Khách 24h – Tập 326, 327                              | Người chơi                     | HTV7              | |
| 2016 | Hội Ngộ Danh Hài – Tập 7, 10                             | Người biểu diễn                | HTV7              | |
| 2016 | Người Hùng Tí Hon – Mùa 2                                | Đội trưởng                     | HTV7              | Đội trưởng Biệt đội Cà rốt |
| 2017 | Biệt Đội X6 – Tập 38, 75, 76                             | Người chơi                     | HTV7              | |
| 2017 | Thiên Đường Ẩm Thực – Mùa 3 Tập 5                        | Khách mời                      | HTV7              | |
| 2017 | Muôn Màu Showbiz                                         | Khách mời                      | VTV9              | |
| 2017 | Việt Nam Tươi Đẹp – Tập 36, 37                           | Khách mời                      | HTV9              | |
| 2018 | Sàn Đấu Ca Từ – Mùa 2 Tập 8                              | Người chơi                     | HTV7              | |
| 2018 | Nhanh Như Chớp – Tập 33                                  | Người chơi                     | HTV7              | |
| 2018 | Ghế Không Tựa                                            | Khách mời                      | VTV6              | |
| 2018 | Gương Mặt Thân Quen – Mùa 6                              | Thí sinh                       | VTV3              | Danh sách tiết mục dự thi: - Lam Trường – Katy Katy - Vũ Hà – Người Tình Mai Ya Hee - Trịnh Thiếu Thu – Bến Thượng Hải - Miu Lê – Mình Yêu Từ Bao Giờ - Siu Black – Ly Cà Phê Ban Mê - Tuấn Hưng – Vũ Điệu Thần Tiên - Boney M – Daddy Cool - China Dolls – Happy New Year - Hồ Ngọc Hà – Hãy Thứ Tha Cho Em & Keep Me In Love - Phạm Quỳnh Anh – Không Đau Vì Quá Đau - Thu Phương – Khi Xưa Ta Bé (Bang Bang) - NSƯT Thanh Nga – Trích đoạn Bên Cầu Dệt Lụa - NSƯT Thành Lộc – Trích đoạn Tấm Cám                                         |
| 2018 | Việt Nam Tươi Đẹp – Mùa 2 Tập 78, 79                     | Khách mời                      | HTV7              | |
| 2018 | Thiên Đường Ẩm Thực – Mùa 4 Tập 9                        | Khách mời                      | HTV7              | |
| 2019 | Ký Ức Vui Vẻ – Mùa 2 Tập 13                              | Người chơi khách mời           | VTV3              | |
| 2019 | Gà Đẻ Trứng Vàng – Tập 4                                 | Người chơi                     | VTV3              | |
| 2019 | Phản Ứng Bất Ngờ – Tập 8                                 | Người chơi                     | HTV7              | |
| 2019 | Ca Sĩ Bí Ẩn – Mùa 3 Tập 10                               | Khách mời                      | HTV7              | |
| 2019 | Thiên Đường Ẩm Thực – Mùa 5 Tập 4                        | Khách mời                      | HTV7              | |
| 2019 | Bốn Mùa Yêu Thương                                       | Khách mời                      | VTV2              | |
| 2020 | Gala Nhạc Việt 14 - Tết 2020                             | Người biểu diễn                | HTV9              | Trình diễn ca khúc Tết Miền Tây cùng Khả Như, Puka, Huỳnh Lập |
| 2020 | Sóng 20                                                  | Người biểu diễn                | HTV2              | Tham gia vở hài kịch Quê Ta 4.0 cùng Kim Tử Long, Trung Dân, Ninh Dương Lan Ngọc, Lâm Vỹ Dạ, Kay Trần |
| 2020 | Tường Lửa – Mùa 2 Tập 1                                  | Người chơi                     | VTV3              | |
| 2020 | Sàn Đấu Ca Từ – Mùa 5 Tập 1                              | Người chơi                     | HTV7              | |
| 2020 | Ngày May Mắn – Tập 19, 20                                | Khách mời                      | HTV7              | |
| 2020 | Thiên Đường Ẩm Thực – Mùa 6 Tập 2                        | Khách mời                      | HTV7              | |
| 2020 | Chọn Ngay Đi – Tập 7                                     | Người chơi                     | VTV3              | |
| 2020 | Bộ 3 Siêu Đẳng – Mùa 2 Tập 5                             | Người chơi                     | VTV3              | |
| 2020 | Gương Mặt Thân Quen – Mùa 8                              | Người dẫn chương trình         | VTV3              | |
| 2021 | Thiên Đường Ẩm Thực – Mùa 6 Tập 15                       | Khách mời                      | HTV7              | |
| 2021 | Gala Nhạc Việt 15 - Năm Mới Bình An                      | Người biểu diễn                | HTV9              | Trình diễn ca khúc Đừng Gây Thương Nhớ cùng Gin Tuấn Kiệt, Puka |
| 2021 | Sóng 21                                                  | Người biểu diễn                | HTV2              | Tham gia vở hài kịch Vượt Sóng Đi Về Nhà cùng Hoài Linh, Hồng Vân, Huỳnh Lập, Puka, Hứa Minh Đạt |
| 2021 | Lạ Lắm À Nha – Tập 6                                     | Người chơi                     | VTV3              | |
| 2021 | Thiếu Niên Nói – Tập 4, 11                               | Khách mời                      | VTV3              | |
| 2021 | Tài Tám Tếu – Mùa 1 Tập 1, 2                             | Khách mời                      | HTV7              | |
| 2021 | Thực Khách Vui Vẻ – Tập 57-73                            | Người dẫn chương trình         | HTV7              | Dẫn cùng Khả Như |
| 2021 | Chọn Ai Đây – Mùa 2 Tập 9, 11, 15, 16                    | Cố vấn                         | HTV7              | |
| 2021 | Nhanh Như Chớp – Tập 48                                  | Người chơi                     | HTV7              | |
| 2022 | Đưa Em Về Nhà – Tập 1                                    | Người chơi                     | HTV2              | |
| 2022 | Đối Thủ Bí Ẩn – Tập 13                                   | Người chơi                     | HTV7              | |
| 2022 | Gala Nhạc Việt 16 - Xuân Về Gieo Hy Vọng                 | Người biểu diễn                | HTV9              | Trình diễn LK Yêu Là Cưới cùng Lâm Vỹ Dạ, Khả Như, Puka, Huỳnh Lập, Lê Dương Bảo Lâm |
| 2022 | Sao Nhập Ngũ – Mùa 12                                    | Nhân vật trải nghiệm           | QPVN              | |
| 2022 | Ơn Giời Cậu Đây Rồi – Mùa 8 Tập 4                        | Người chơi                     | VTV3              | Giành cúp |
| 2022 | Nhanh Như Chớp Nhí – Mùa 4 Tập 4                         | Khách mời                      | HTV2              | |
| 2022 | Vừa Đi Vừa Hát – Tập 3-5                                 | Người dẫn chương trình         | HTV7              | Dẫn cùng Sam |
| 2022 | Chọn Ai Đây – Mùa 3 Tập 15-23                            | Cố vấn                         | HTV7              | |
| 2023 | Gala Nhạc Việt 2023 - Thập Kỷ Nhạc Xuân                  | Người biểu diễn                | HTV9              | Trình diễn cùng Đại Nghĩa, Huỳnh Lập, Puka - Vở hài kịch Đón Tết Kiểu Gì? - Xuân Quê Tôi x Tết Đến Xuân Về |
| 2023 | Tết HTV 2023                                             | Người biểu diễn                | HTV7              | Trình diễn Tết Miền Tây cùng Lâm Vỹ Dạ, Puka, Huỳnh Lập |
| 2023 | Nhanh Như Chớp Nhí – Mùa 4 Tập 10                        | Khách mời                      | HTV2              | |
| 2023 | Đệ Nhất Mưu Sinh – Mùa 1                                 | Thành viên chính               | HTV9              | Cùng Huy Khánh |
| 2023 | 7 Nụ Cười Xuân – Mùa 6 Tập 9                             | Khách mời                      | HTV7              | |
| 2023 | Người Lạ Hiểu Lòng Tôi – Tập 9                           | Khách mời                      | HTV7              | |
| 2023 | Chọn Ai Đây – Mùa 4 Tập 13-16                            | Cố vấn                         | HTV7              | |
| 2023 | Chạy Đâu Cho Thoát                                       | Thành viên chính               | HTV7              | Cùng BB Trần, Gil Lê, Ngọc Phước... |
| 2023 | Giải Đố Đường Phố                                        | Người dẫn chương trình         | VTV9              | Dẫn cùng Mạc Văn Khoa |
| 2023 | Úm Ba La Ra Chữ Gì – Mùa 1 Tập 17                        | Người chơi                     | VTV3              | |
| 2023 | Cuối Tuần Tuyệt Vời - Amazing Saturday – Tập 1           | Khách mời                      | VTV3              | |
| 2024 | Tết HTV 2024                                             | Người biểu diễn                | HTV7              | Trình diễn ca khúc Cùng Nhau Đón Tết cùng Gin Tuấn Kiệt, Cara, Lyly |
| 2024 | Chuyện Họ Chuyện Mình – Tập 1, 2, 7, 12-16               | Cố vấn                         | HTV7              | |
| 2024 | Khi 2 Là 1 – Mùa 1                                       | Người dẫn chương trình         | HTV7              | Dẫn cùng Quốc Khánh |
| 2024 | Anh Trai Vượt Ngàn Chông Gai – Mùa 1                     | Thí sinh (Anh tài)             | VTV3              | Vào chung kết, hạng 18 Danh sách tiết mục: - Hoả Ca (33 anh tài) - Think Of You (solo) - Anh Nhà Ở Đâu Thế (Nhóm Đa Sắc) - Áo Mùa Đông & Trở Về (Nhà Xương Rồng) - Dẫu Có Lỗi Lầm (Liên minh Phát Tài) - Gót Hồng x Cao Gót (Liên minh Phát Tài) - Trái Đất Ôm Mặt Trời (Nhà Trẻ) - Đào Liễu (Nhà Trẻ) - If (Nhà Thiếu Nhi) - Bay (Nhà Thiếu Nhi) - Đỏ Quên Đi (Nhà Thiếu Nhi) - Bống Bống Bang Bang (Nhà Thiếu Nhi) (tham gia viết lời mới) - Dòng Thời Gian (Nhà Thiếu Nhi) (tham gia viết lời mới) - Hoả Ca x Trái Đất Tròn (33 anh tài) |
| 2024 | Khi 2 Là 1 – Mùa 2                                       | Người dẫn chương trình         | HTV7              | Dẫn cùng Quốc Khánh |
| 2024 | Khách Sạn 5 Sao                                          | Khách mời                      | VTV3              | Cùng em trai Quốc Thống |
| 2025 | Gala Nhạc Việt 2025 - Tết Là Nguồn Cội                   | Người biểu diễn                | HTV9              | Trình diễn ca khúc Đâu Là Tết cùng Thanh Duy, Thiên Minh, Bùi Công Nam |
| 2025 | Xuân Hạ Thu Đông Rồi Lại Xuân – Mùa 3 Tập 9, 10          | Khách mời                      | HTV7              | Danh sách ca khúc: - Phố Xa x Biết Yêu (cùng Thanh Duy, Thiên Minh, Bùi Công Nam) - Về Chưa Con x Mừng Con Về Nhà x Tết Này Con Sẽ Về (cùng Bùi Công Nam, Anh Tú) - Đi Giữa Trời Rực Rỡ (cùng Thanh Duy, Thiên Minh, Bùi Công Nam, Anh Tú, Lâm Bảo Ngọc) - Anh Cho Em Mùa Xuân x Một Lần Dang Dở (cùng Thanh Duy, Thiên Minh, Bùi Công Nam, Anh Tú) - Khúc Giao Mùa x Năm Qua Đã Làm Gì (cùng Thanh Duy, Thiên Minh, Bùi Công Nam, Anh Tú, Lâm Bảo Ngọc)                                                                                    |
| 2025 | Tết HTV 2025                                             | Người biểu diễn                | HTV7              | Trình diễn ca khúc Tết Ơi Tết À cùng Jun Phạm, Tăng Phúc, HuyR |
| 2025 | Gia Đình Haha                                            | Thành viên chính               | VTV3              | Cùng Jun Phạm, Rhymastic, Bùi Công Nam, Ngọc Thanh Tâm |
| 2025 | Sao Nhập Ngũ – Mùa 16                                    | Nhân vật trải nghiệm           | QPVN, SCTV6, HTV7 | |

### Các chương trình khác
| Năm  | Tên | Vai trò                       | Kênh                              | Ghi chú                                                                       |
| ---- | --- | ----------------------------- | --------------------------------- | ----------------------------------------------------------------------------- |
| 2015 | Thách – Số 18, 21                                                                                                | Khách mời                     | YEAH1TV                           |                                                                               |
| 2015 | Studio Tối Thứ Ba                                                                                                | Khách mời                     | VOV Giao thông                    |                                                                               |
| 2016 | FUN n' DEEP | Khách mời                     | Livestream YEAH1TV                | Cùng Phạm Hồng Phước                                                          |
| 2016 | Khánh Khánh Show                                                                                                 | Người dẫn chương trình        | V LIVE                            | Dẫn cùng Kelvin Khánh                                                         |
| 2017 | YAN Gõ Cửa | Khách mời                     | YAN News                          |                                                                               |
| 2017 | Chat Cùng Sao | Khách mời                     | YAN News                          |                                                                               |
| 2017 | Caraoke With Dustin                                                                                              | Khách mời                     | Dustin On The Go                  |                                                                               |
| 2017 | JAM \| Just Ask Me!                                                                                              | Khách mời                     | KINGLIVE                          |                                                                               |
| 2017 | 1 Tiếng Kể Hết                                                                                                   | Khách mời                     | KINGLIVE                          |                                                                               |
| 2017 | Buồn Vui Tui Kể – Tập 5, 7                                                                                       | Khách mời                     | Huỳnh Lập Official                |                                                                               |
| 2019 | Chat Cùng Sao – Tập 22                                                                                           | Khách mời                     | YAN News                          | Cùng Cris Phan                                                                |
| 2019 | Ngồi Xuống Uống Trà                                                                                              | Khách mời                     | KINGLIVE                          |                                                                               |
| 2019 | 360 Độ Soi | Khách mời                     | KINGLIVE                          | Cùng Quang Trung                                                              |
| 2019 | Khách Đến Chơi Nhà                                                                                               | Khách mời                     | VOH / 8 Sài Gòn                   |                                                                               |
| 2019 | Bộ Tứ Ẩm Thực Vui Nhộn – Mùa 2                                                                                   | Thành viên chính              | Việt Nam Tươi Đẹp - Food & Travel | Cùng Khả Như, Huỳnh Lập, Quang Trung                                          |
| 2020 | Muốn Ăn Phải Lăn Vào Bếp – Mùa 2 Tập 15                                                                          | Khách mời                     | Trường Giang                      |                                                                               |
| 2020 | SAOVoice | Khách mời                     | SaoStar                           |                                                                               |
| 2020 | 100 Songs Challenge                                                                                              | Khách mời                     | YEAH1 SHOW                        |                                                                               |
| 2020 | Gương Mặt Hơi Quen                                                                                               | Khách mời                     | YEAH1 SHOW                        |                                                                               |
| 2020 | KHÁNH (không) NẤU ĐƯỢC \| Khánh Can(t) Cook                                                                      | Người dẫn chương trình        | DUY KHÁNH Official                |                                                                               |
| 2021 | Giờ SAO ngủ? – Số 6                                                                                              | Khách mời                     | YEAH1 SHOW                        |                                                                               |
| 2022 | Táo Quân Chuyện Chưa Kể 2022                                                                                     | Người biểu diễn (vai Bắc Đẩu) | Liên Quân Mobile eSports-Garena   | Cùng Quốc Khánh, Tự Long, Vân Dung, Quang Thắng, Độ Mixi...                   |
| 2022 | Nhà Trọ Destiny – Tập 5-7                                                                                        | Khách mời                     | Trường Giang                      |                                                                               |
| 2022 | Đẳng Cấp Thực Khách                                                                                              | Người dẫn chương trình        | FPT PLAY                          | Dẫn cùng Gil Lê                                                               |
| 2023 | Cùng Nghĩa Chào Xuân 2023                                                                                        | Khách mời                     | ĐẠI NGHĨA OFFICIAL                |                                                                               |
| 2023 | Uhmm! Ngon Quá Ngon – Số 5                                                                                       | Khách mời                     | Puka Official                     |                                                                               |
| 2023 | Đại Chiến Ẩm Thực – Mùa 2 Tập 1                                                                                  | Khách mời                     | Đàm Vĩnh Hưng                     |                                                                               |
| 2024 | Táo Liên Quân 2024: Ai Lên Chầu?                                                                                 | Người biểu diễn (vai Bắc Đẩu) | Liên Quân Mobile eSports-Garena   | Cùng Tự Long, Vân Dung, Quang Thắng, Độ Mixi, Cris Phan...                    |
| 2024 | Podcast Tổng Đài Anh Tài – Tập 6                                                                                 | Khách mời                     | Vivodio                           |                                                                               |
| 2024 | Ở Đây Có Ai – Tập 1                                                                                              | Khách mời                     | MZ News                           | Cùng Jun Phạm                                                                 |
| 2024 | 360HOT | Khách mời                     | KINGLIVE                          | Cùng Thiên Minh, Bùi Công Nam                                                 |
| 2024 | 8 Sài Gòn | Khách mời                     | 8 Sài Gòn                         | Cùng Quốc Thiên                                                               |
| 2024 | Here To Hear – Anh Trai Vượt Ngàn Chông Gai là những cuộc chiến với chính mình hơn là với các anh tài xung quanh | Khách mời                     | KENH14 SPECIAL                    | Cùng Đinh Tiến Đạt, Thanh Duy, Cường Seven, Neko Lê, Thiên Minh, Bùi Công Nam |
| 2024 | Hỏi & Hang – Tập 8                                                                                               | Khách mời                     | Bật Nhạc Lên                      | Cùng Tiến Luật, Binz                                                          |
| 2024 | Song Association                                                                                                 | Khách mời                     | Bật Nhạc Lên                      | Cùng Quốc Thiên                                                               |
| 2024 | Hỏi & Hang – Tập 10                                                                                              | Khách mời                     | Bật Nhạc Lên                      | Cùng Thanh Duy, Quốc Thiên                                                    |
| 2024 | Podcast Bật Nến – Tập 11                                                                                         | Khách mời                     | Dustin On The Go                  | Cùng Neko Lê                                                                  |
| 2024 | Trong Xe Có Sao                                                                                                  | Người dẫn chương trình        | DUY KHÁNH Official                |                                                                               |
| 2024 | Khách Hàng Là Thượng Đế – Tập 6                                                                                  | Khách mời                     | Trường Giang                      | Cùng Trương Thế Vinh                                                          |
| 2025 | Táo Liên Quân 2025: Táo Liên Quân Vượt Ngàn Gian Truân                                                           | Người biểu diễn (vai Bắc Đẩu) | Liên Quân Mobile eSports-Garena   | Cùng Tự Long, Vân Dung, Quang Thắng...                                        |
| 2025 | 360ºEmotions – Tập 23                                                                                            | Khách mời                     | KINGLIVE                          |                                                                               |
| 2025 | Trong Xe Có Sao - CAR-aoke                                                                                       | Người dẫn chương trình        | DUY KHÁNH Official                |                                                                               |
| 2025 | Khách Đến Nhà 888                                                                                                | Khách mời                     | 8 Sài Gòn                         | Cùng Jun Phạm                                                                 |
| 2025 | Duy Khánh Đi Xin Việc – Tập 12                                                                                   | Khách mời                     | An Truong                         |                                                                               |
| 2025 | Here To Hear – Duy Khánh: Đúng là Gia Đình Haha giúp tôi nổi hơn cả Anh Trai Vượt Ngàn Chông Gai!                | Khách mời                     | KENH14 SPECIAL                    |                                                                               |
| 2025 | ON TRENDING – Dàn cast Gia đình HAHA hội ngộ, bật mí chuyện hậu trường "khó đỡ"                                  | Khách mời                     | iHay TV, Báo Thanh Niên           | Cùng Jun Phạm, Ngọc Thanh Tâm                                                 |

## Thành tích

### Giải thưởng và đề cử
| Năm  | Giải thưởng   | Hạng mục                            | Tác phẩm đề cử | Kết quả   |
| ---- | ------------- | ----------------------------------- | -------------- | --------- |
| 2019 | Ngôi Sao Xanh | Nam diễn viên xuất sắc nhất         | Bà 5 Bống      | Đoạt giải |
| 2020 | Ngôi Sao Xanh | Nam diễn viên xuất sắc nhất         | Xóm Sân Si     | Đoạt giải |
| 2020 | Ngôi Sao Xanh | Phim chiếu mạng được yêu thích nhất | Xóm Sân Si     | Đoạt giải |

### Các giải thưởng khác
- Top 10 icon miền Nam Hoa Học Trò Icon 2010
- Giải nhì H2Teen Concert 2011
- Giải nhất Style And Star – Yeah1TV 2011
- Quán quân Gương Mặt Thân Quen 2018
- Giải ba Sao Nhập Ngũ 2022